# 3 de agosto nos Jogos Olímpicos de Verão de 2012
3 de agosto de 2012 nos Jogos Olímpicos de Verão de 2012 foi o décimo dia de competições. Foram disputadas 66 provas em 23 esportes, sendo entregues 22 jogos de medalhas.
Neste dia iniciaram-se as competições do atletismo, a modalidade que mais distribui medalhas nos Jogos: 47 conjuntos até o último dia de competições.

## Esportes
| - Atletismo - Badminton - Basquetebol - Boxe - Ciclismo - Esgrima | - Futebol - Ginástica - Handebol - Hipismo - Hóquei sobre a grama - Judo | - Natação - Polo aquático - Remo - Saltos ornamentais - Tênis - Tênis de mesa | - Tiro - Tiro com arco - Vela - Voleibol - Voleibol de praia |

## Campeões do dia
| Modalidade | Evento | Atleta(s) | País | Recorde | Ref. |
| ---------- | ------ | --------- | ---- | ------- | ---- |

- EL. ^ Participaram apenas das eliminatórias, mas receberam medalhas

## Líderes do quadro de medalhas ao final do dia
País sede destacado.
| Ordem | País | Medalha de ouro | Medalha de prata | Medalha de bronze |  |
| ----- | ---- | --------------- | ---------------- | ----------------- |  |

Legenda
| Recorde mundial      | Recorde mundial (World record)               |                       | Recorde africano                      | Recorde africano (African) |                                           | Q | Classificado por posição (Qualified) |
| Recorde olímpico     | Recorde olímpico (Olympic record)            | Recorde da América    | Recorde da América (Americas)         | q                          | Classificado por melhor tempo (Qualified) |   |                                      |
| Melhor marca do ano  | Melhor marca do ano (World leading)          | Recorde asiático      | Recorde asiático (Asian)              | DNS                        | Não largou (Did not start)                |   |                                      |
| Recorde nacional     | Recorde nacional (National record)           | Recorde europeu       | Recorde europeu (European)            | DNF                        | Não terminou (Did not finish)             |   |                                      |
| Recorde pessoal      | Recorde pessoal do atleta (Personal best)    | Recorde da Oceania    | Recorde da Oceania (Oceania)          | DSQ / DQ                   | Desclassificado (Disqualified)            |   |                                      |
| Recorde da temporada | Recorde da temporada do atleta (Season best) | Recorde sul-americano | Recorde sul-americano (South America) | NM                         | Sem marca (No mark)                       |   |                                      |